# Porsche Cayenne
La Porsche Cayenne è un'autovettura di tipo SUV di segmento E della casa automobilistica tedesca Porsche, nato nel 2003 da una joint venture con Volkswagen. Nel 2010 ne è stata presentata la seconda serie e nel 2017 la terza serie.

## Prima serie (2003-2010)
Dal progetto comune in joint-venture tra la Porsche e il gruppo Volkswagen sono nati, oltre alla Cayenne, la Volkswagen Touareg e l'Audi Q7, che con la Cayenne condividono lo stabilimento di produzione a Bratislava in Slovacchia, lo schema di impostazione meccanica e una parte considerevole delle componenti (le portiere, ad esempio, sono identiche); diversi sono i motori, specie in gamma alta.

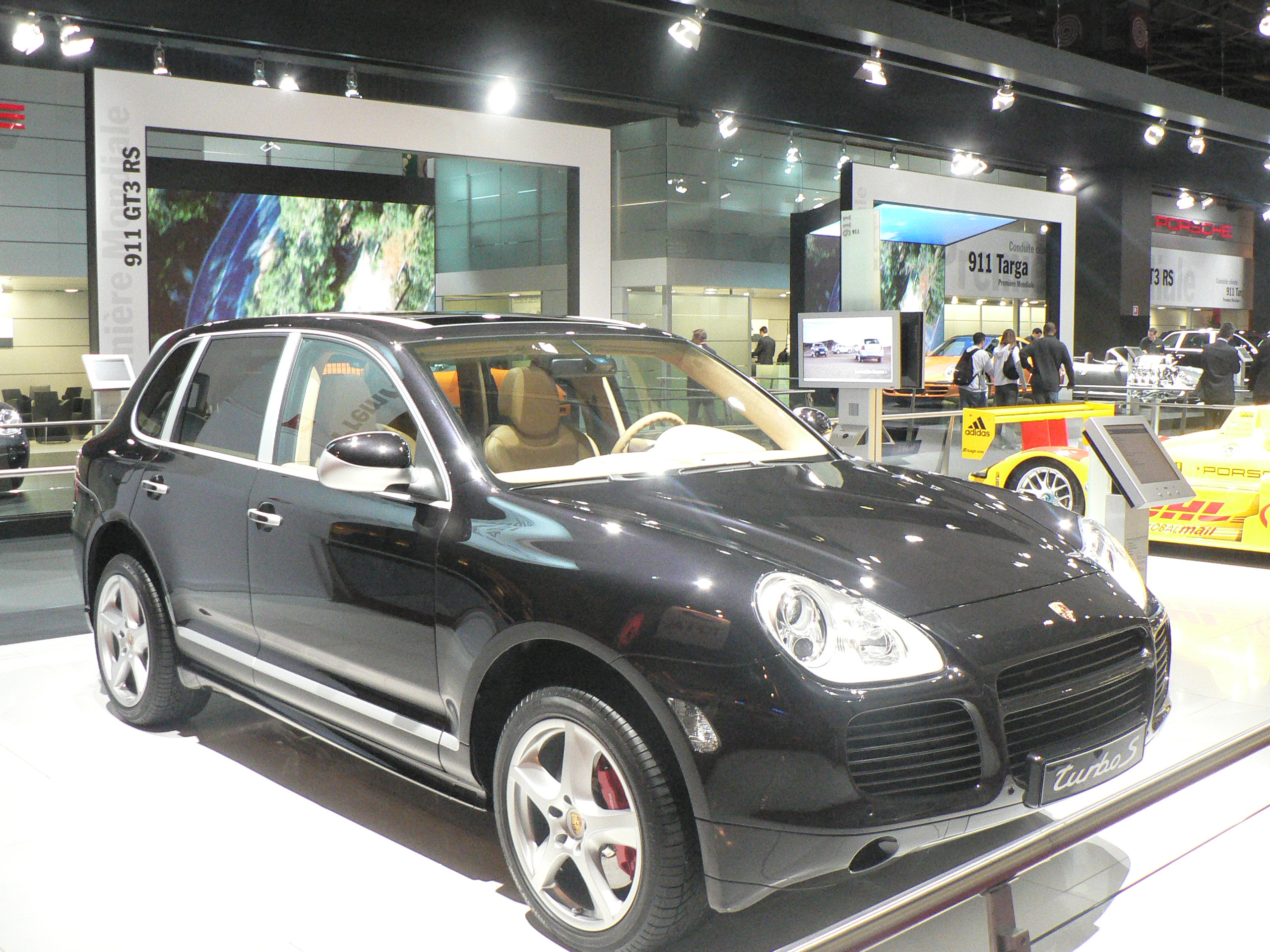
Porsche Cayenne Turbo S

La scelta della Porsche è stata infatti di utilizzare inizialmente solo un motore a benzina di produzione propria, un V8 da 4.5 litri di cilindrata, sia in versione aspirata (Cayenne S) sia turbocompressa (Cayenne Turbo). Solo successivamente è stata introdotta una versione "entry level", con motorizzazione 3.2 litri V6, di derivazione Volkswagen, con una potenza di 250 CV. In serie limitata è stata aggiunta anche una versione "Turbo S", con potenza di 521 CV. È possibile affiancare alla versione più potente, la Turbo, un kit della Casa che porta la potenza massima da 500 a 540 CV. Nel 2008-2009 è stata introdotta nel listino una nuova versione Turbo S, che eroga 550 CV, e si differenzia dalla versione Turbo, anche nella sua versione con kit di potenza.

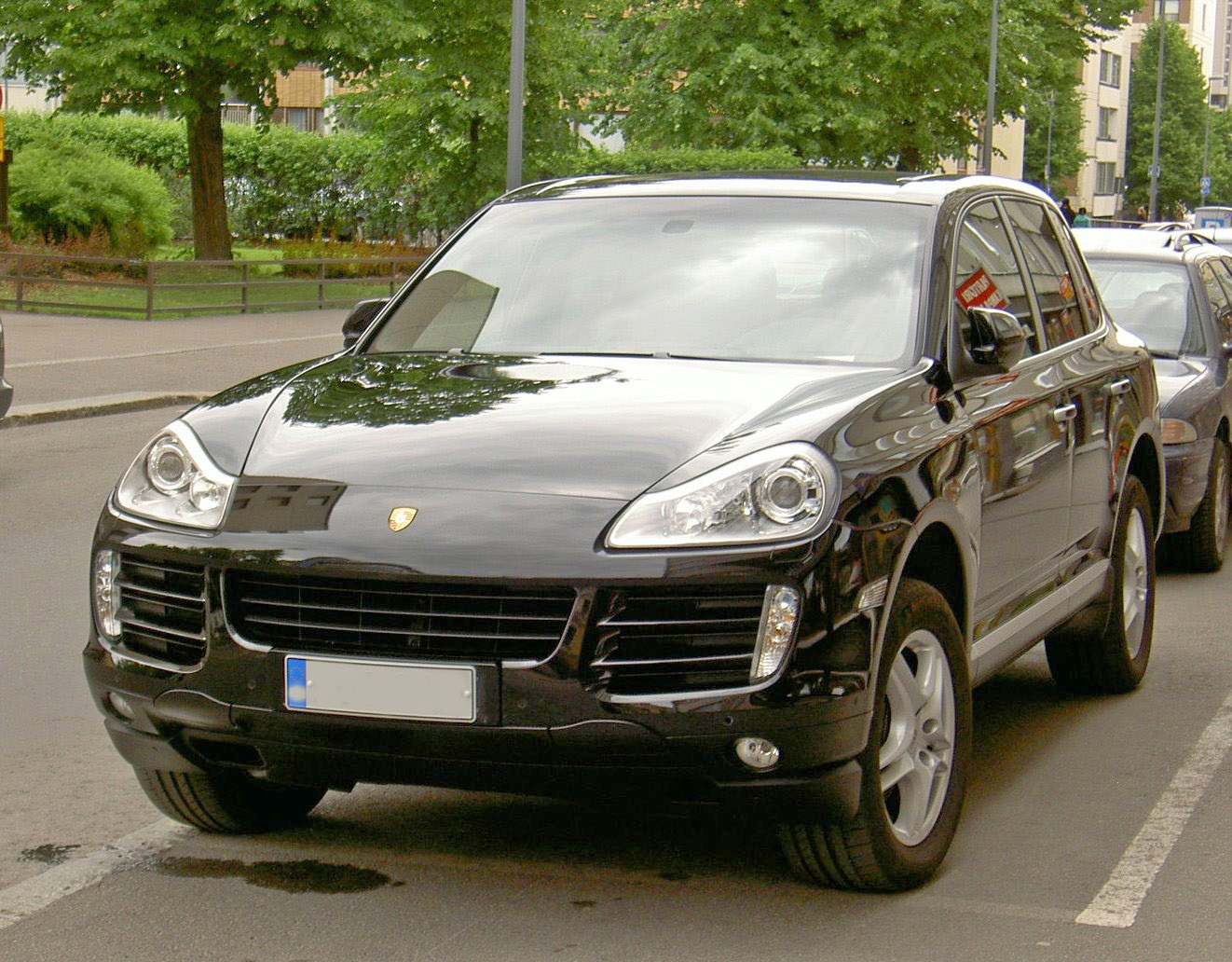
Porsche Cayenne restyling 2007

A dispetto della filosofia estremamente sportiva, che caratterizza da sempre le vetture Porsche, la Cayenne è un prodotto adatto a un uso fuoristradistico quasi impegnativo (limitato dalla costruzione a scocca portante e non a telaio come nei fuoristrada puri), con soluzioni tecniche che, insieme alla trazione integrale permanente, parimenti alla Touareg (ma non alla Q7, che non possiede differenziali bloccabili al 100% e marce ridotte), garantiscono estrema motricità su ogni terreno. È stata criticata dagli appassionati perché, non essendo un'auto sportiva, non sarebbe da considerare una vera Porsche.
Nella versione più brutale, la Cayenne riesce ad accelerare da 0 a 100 km/h in 4,7 secondi circa, risultando anche il SUV da crociera di serie più veloce del mondo, con 280 km/h, record segnato dalla Cayenne Turbo S, nella versione di 550 CV.

### Restyling
Nel 2007 la Cayenne è stata oggetto di un restyling e dal 2008 è disponibile anche la nuova versione GTS. La versione ibrida a benzina è uscita invece nel 2010.
Nel novembre 2008 è stata presentata anche la Cayenne Diesel, con motorizzazione 3.0 TDI di derivazione Audi con 239 CV, che è in assoluto la prima vettura con marchio Porsche dotata di un propulsore alimentato a gasolio.

## Seconda serie (2010-2017)
Dopo il restyling del 2007, nel 2010 è stata presentata la seconda serie, sempre realizzata sulla base dei SUV del gruppo VW, ma completamente rinnovata esteticamente. Era disponibile nelle versioni V6 (modello base), S, GTS ,Turbo, S Hybrid (ibrida) e Diesel (a gasolio).

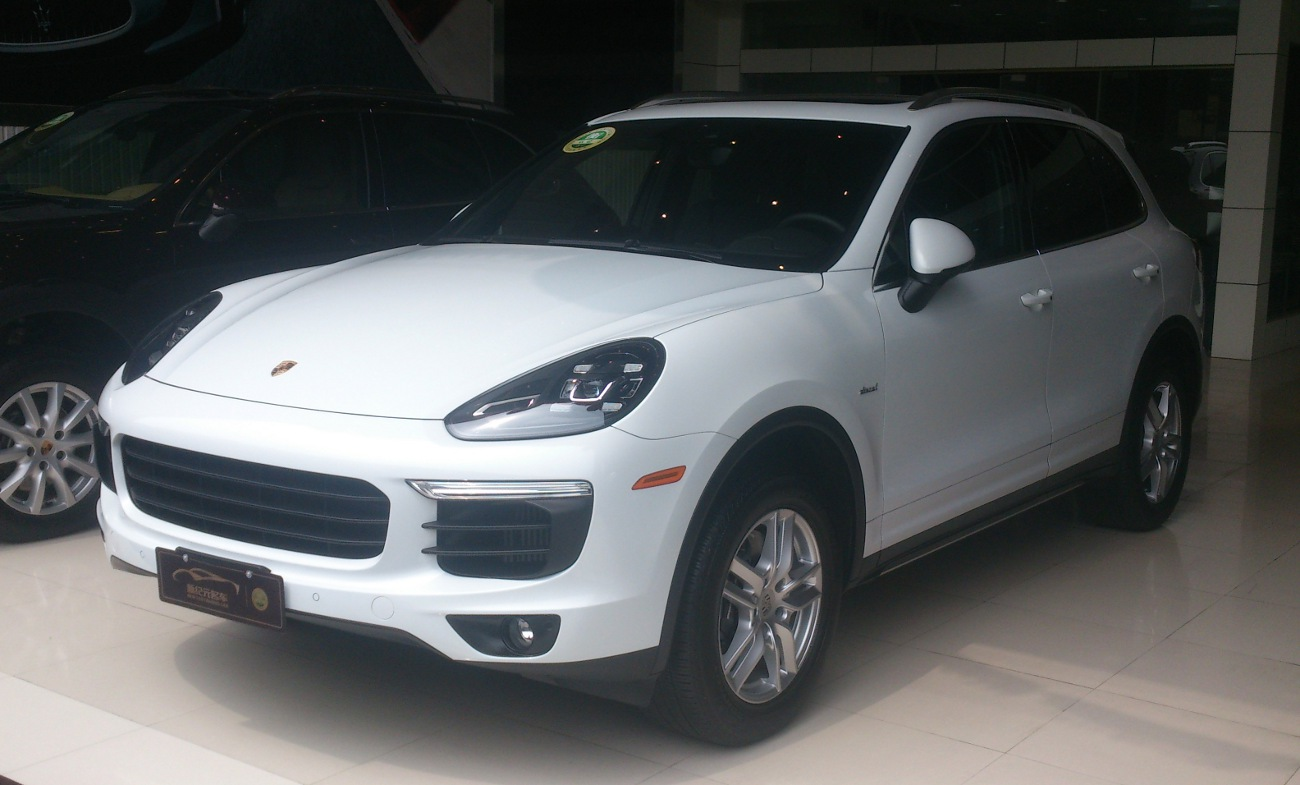
Porsche Cayenne restyling 2014

Nel 2013 la Porsche ha realizzato la versione Turbo S della Cayenne. È dotata di un propulsore 550 CV con coppia di 750 Nm e, nonostante la potenza incrementata rispetto alla versione Turbo, continua ad avere un consumo medio di 11,5 litri per 100 km. Con questa configurazione la vettura può passare da 0 a 100 km/h in 4,5 secondi, con una velocità massima di 283 km/h. È dotata di diversi sistemi di assistenza alla guida, come il PASM per il controllo delle sospensioni, il Porsche Dynamic Chassis Control che riduce il rollio in curva e il Porsche Torque Vectoring Plus, il quale interviene sull'assale posteriore insieme al differenziale autobloccante controllato elettronicamente per gestire la trazione. I cerchi sono da 21 pollici mentre gli interni sono realizzati in pelle.
A fine 2014 (MY2015) l'intera gamma viene rinnovata nell'aspetto, nei motori e su alcune particolarità tecniche. Il restyling concerne soprattutto la parte anteriore con nuovo cofano, nuovi fari e parafanghi modificati. Anche il disegno del portellone posteriore e il paraurti sono completamente rivisti. La vettura risulta essere più slanciata.

## Terza serie (dal 2017)

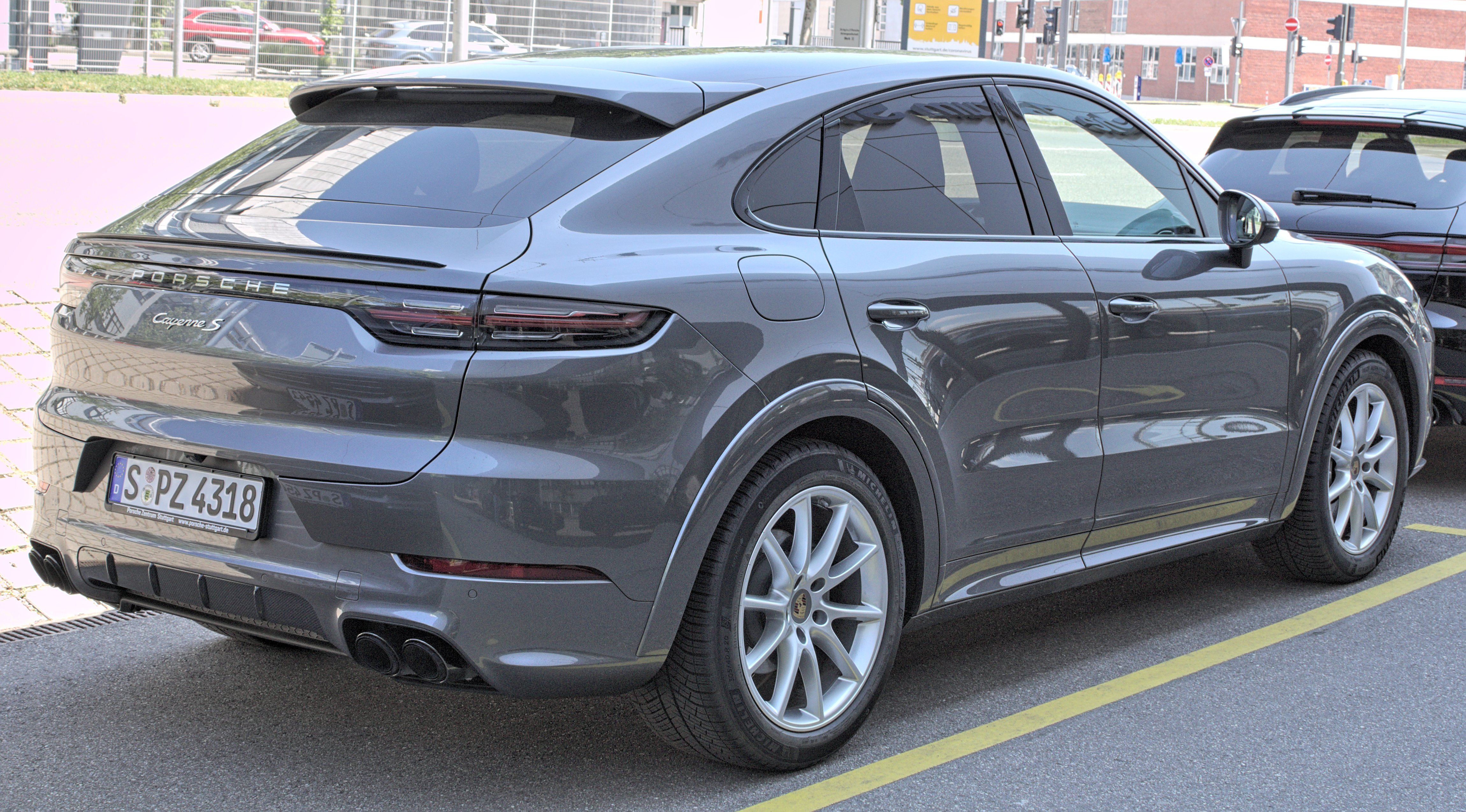
Porsche Cayenne Coupé

Il 28 agosto 2017 viene presentata la terza generazione della Porsche Cayenne, che presenta la piattaforma MLB evo, condivisa con gli altri SUV del gruppo, come Audi Q7 e Q8, Volkswagen Touareg, Bentley Bentayga e Lamborghini Urus. All’esterno, la nuova Porsche Cayenne resta fedele alla propria filosofia progettuale, che presuppone un’immagine “importante” e piuttosto vistosa, nettamente disgiunta dalla restante produzione del marchio. L’impronta sportiva è tuttavia più marcata, nella nuova terza serie, rispetto ai modelli precedenti: l’appeal, anzi, è molto vicino a quello espresso dall'eterna Porsche 911, come viene messo in evidenza dalle linee più sinuose e da alcune novità di deciso sapore sportivo. Ci si riferisce, in questo senso, all’impronta a terra, leggermente aumentata in virtù della larghezza (esclusi gli specchi retrovisori esterni), che sfiora i due metri (1,98 m) e della lunghezza, ora 4,918 m (l’ingombro longitudinale aumenta di circa 60 mm), mentre il “passo” risulta invariato (2.900 mm).
L’impianto di illuminazione si avvale, di serie, di gruppi ottici a LED; in opzione può essere equipaggiata con il sistema di fanaleria PDLS – Porsche Dynamic Light System, nonché con la tecnologia Matrix LED e sistema PDLS Plus a ottantaquattro diodi luminosi attivati individualmente.
Al lancio sono presenti soltanto motorizzazioni benzina con la entry-level che propone un 3.0 V6 da 340 CV, la versione S con un 2.9 V6 da 441 CV e la Turbo con un 4.0 V8 da 549 CV.
Successivamente arriveranno le motorizzazioni ibride, che comprendono la versione E-Hybrid, con il 3.0 da 340 CV affiancato da un motore elettrico, per una potenza totale di 462 CV e la versione più estrema, la Cayenne Turbo S E-Hybrid da 680 CV.
Nel 2019 viene presentata la versione SUV Coupé, offerta pressoché con le stesse motorizzazioni del SUV tradizionale.

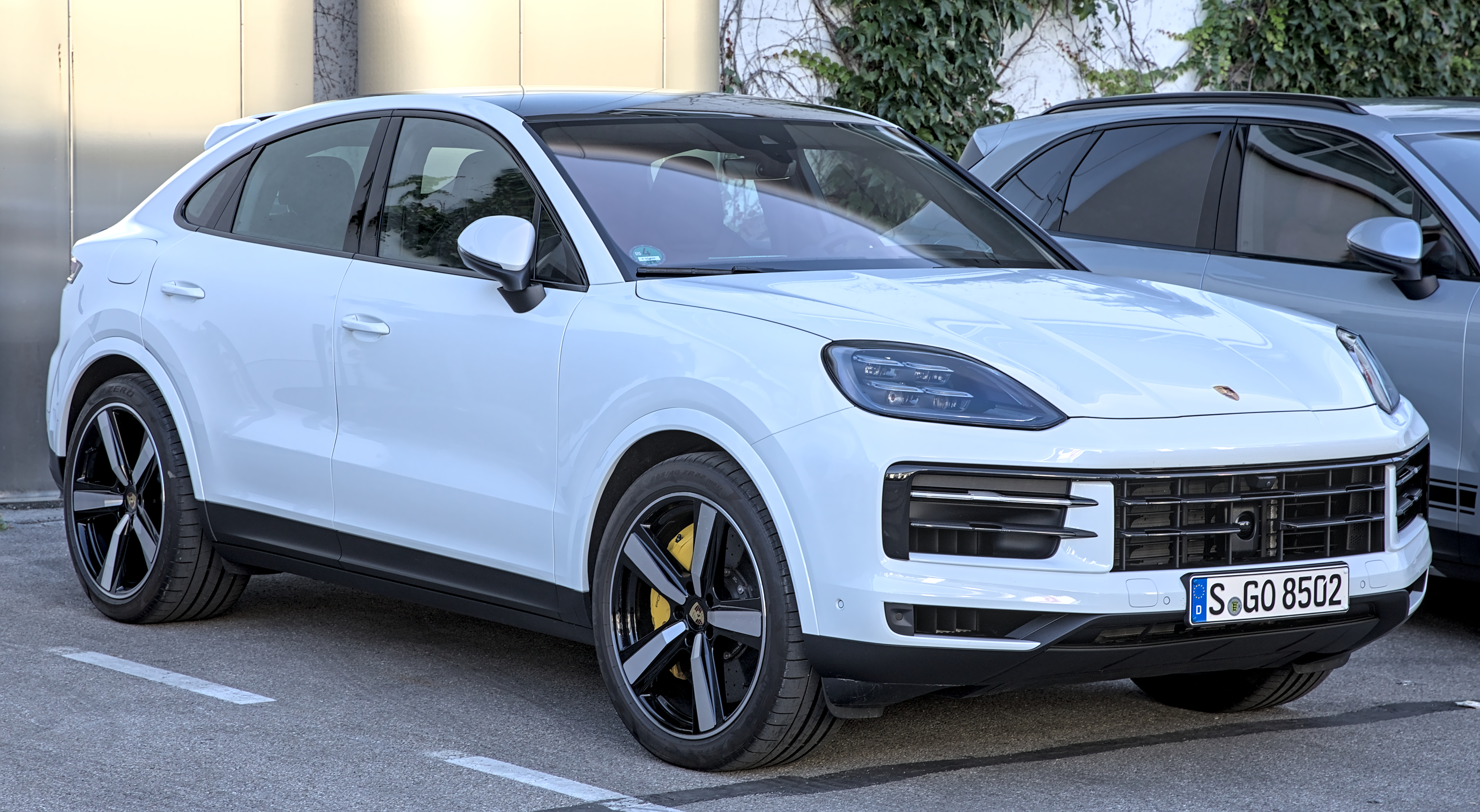
Restyling 2023

### Restyling 2023
Nell'aprile 2023, la Cayenne ha ricevuto un aggiornamento. Le modifiche includono un nuovo layout del cruscotto, simile a quello della Taycan, un quadro strumenti completamente digitale da 12,6 pollici e piccole modifiche estetiche per cofano, fari, paraurti, parafanghi e bagagliaio.
I fari Matrix LED sono ora di serie su tutta la gamma, mentre le unità HD Matrix LED sono opzionali. L'HD Matrix LED è dotato di due moduli ad alta definizione e di oltre 32.000 pixel per proiettore, mentre la precisione dei pixel dei gruppi ottici consente l'esclusione selettiva di parti degli abbaglianti.

### Motorizzazioni
| Modello                  | Produzione    | Cilindrata in cm³ | Tipo motore          | Potenza kW (CV) | Coppia max in N·m | Accelerazione 0-100 km/h | Velocità max (km/h) | Peso a vuoto in kg |
| Cayenne                  | 2018-2023     | 2995              | V6, twin-turbo       | 250 (340)       | 450               | 6,2                      | 245                 | 1985               |
| Cayenne E-Hybrid         | 2018-2023     | 2995              | V6, twin-turbo, PHEV | 346 (470)       | 700               | 5,0                      | 253                 | 2295               |
| Cayenne S                | 2018-2023     | 2894              | V6, twin-turbo       | 324 (440)       | 500               | 5,2                      | 265                 | 2020               |
| Cayenne S E-Hybrid       | 2023-presente | 2995              | V6, twin-turbo, PHEV | 382 (519)       | 750               | 4.7                      | 263                 | 2410               |
| Cayenne GTS              | 2020-2023     | 3996              | V8, twin-turbo       | 338 (460)       | 620               | 4,5                      | 270                 | 2145               |
| Cayenne Turbo            | 2018-2023     | 3996              | V8, twin-turbo       | 404 (549)       | 770               | 4,1                      | 286                 | 2175               |
| Cayenne Turbo S E-Hybrid | 2019-2023     | 3996              | V8, twin-turbo, PHEV | 500 (680)       | 900               | 3,6                      | 295                 | 2570               |
| Cayenne Turbo GT         | 2021-2023     | 3996              | V8, twin-turbo       | 471 (640)       | 850               | 3,3                      | 300                 | 2220               |

## Attività sportiva

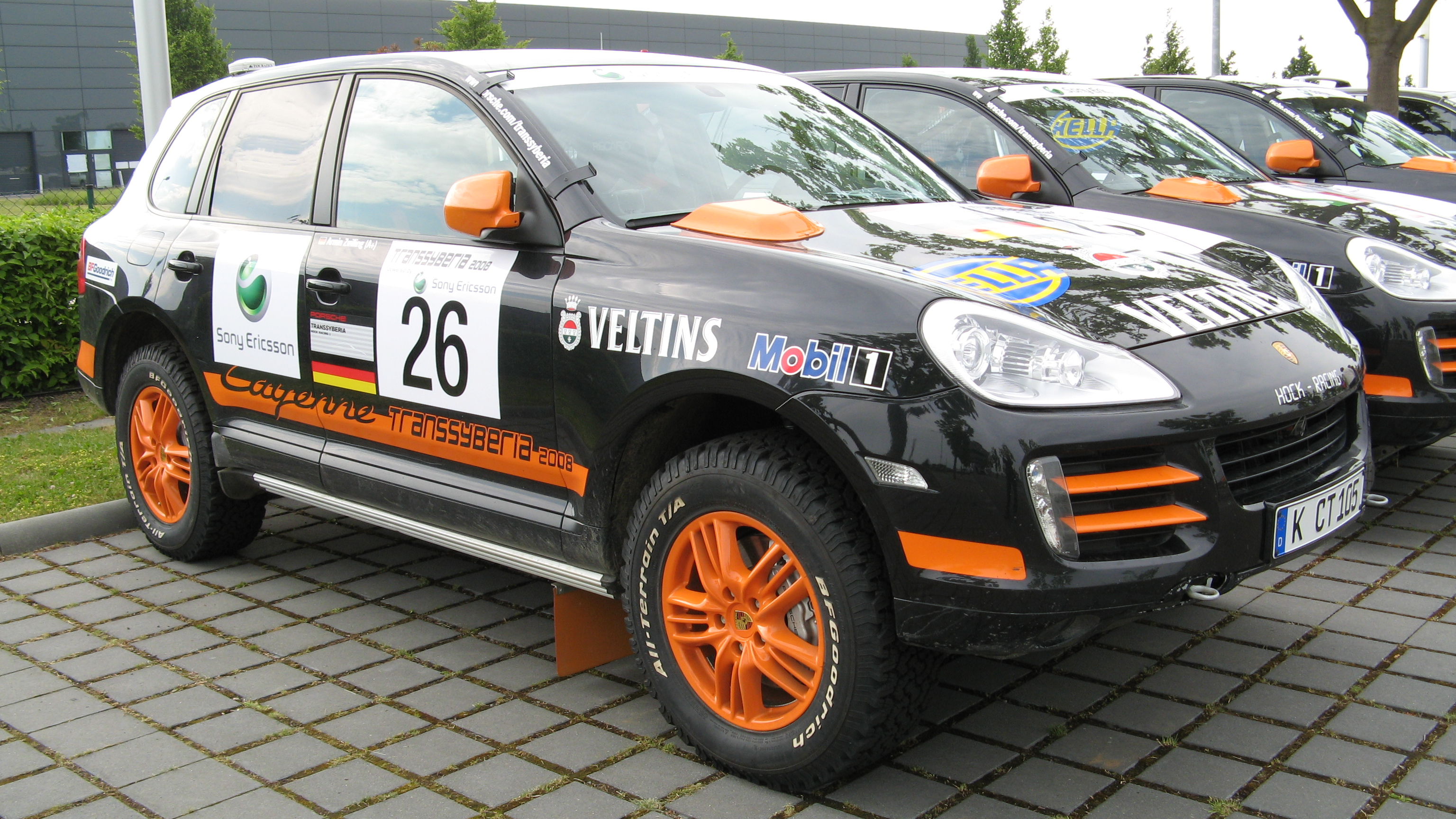
Porsche Cayenne Transsyberia

La Cayenne è stata impiegata, tra il 2006 e il 2008, nel Transsyberia Rally in Siberia. La vettura, dotata di un propulsore V8 4.8 da 405 CV, è stata dotata di bloccaggio differenziale posteriore, marciapiedi sottoporta, protezione per il motore e il serbatoio carburante ed un pacchetto luci posto sopra il tetto. In grado di accelerare da 0 a 100 km/h in 6,1 secondi e capace di una velocità massima di 253 km/h, la Cayenne Transsyberia ha vinto l'edizione 2006 e 2008 e si è classificata seconda e terza nel 2007. dalle versioni agonistiche derivarono delle versioni stradali con una produzione originariamente prevista di 600 esemplari, ma ne furono prodotte soltanto 285.